# Condylostylus pectinatus
Condylostylus pectinatus är en tvåvingeart som beskrevs av Becker 1922. Condylostylus pectinatus ingår i släktet Condylostylus och familjen styltflugor.
Artens utbredningsområde är Bolivia. Inga underarter finns listade i Catalogue of Life.